# Copa Ganadores de Copa
La Copa Ganadores de Copa, originalmente conocida como Recopa Sudamericana de Clubes, fue una competición internacional futbolística organizada por la Conmebol. 
No tiene relación con la Recopa Sudamericana actual, más bien es similar a la Copa Conmebol ya que participaban los clubes que no pudieron clasificar a la Copa Libertadores, aunque la idea original era emular a la Recopa de Europa pero pocos países de la Conmebol contaban con una copa nacional, por lo que en su mayoría participaron los equipos ubicados terceros de los torneos de primera división.
La primera edición se disputó en 1970 y es reconocida oficialmente por la Conmebol. 
La segunda edición de 1971 también la organizó la Conmebol pero se llevó a cabo de manera extraoficial ya que hubo una deserción masiva de equipos, la Conmebol no la considera oficial y no la enlista en sus rankings ni historiales, pero si es reconocida por la IFFHS.
En sus dos versiones nunca llegaron a participar clubes ni de Brasil ni de Colombia, ya que sus federaciones respectivas declinaron las invitaciones.

## Historial
| Año          | Campeón                     | Subcampeón          |
| ------------ | --------------------------- | ------------------- |
| 1970 Detalle | Mariscal Santa Cruz Bolivia | El Nacional Ecuador |
| 1971 Detalle | América de Quito Ecuador    | Olimpia Paraguay    |